# Aggsbach (Dolna Austria)
Aggsbach – gmina targowa w Austrii, w kraju związkowym Dolna Austria, w powiecie Krems-Land. Według Austriackiego Urzędu Statystycznego liczyła 668 mieszkańców (1 stycznia 2014).